# Flessenwater

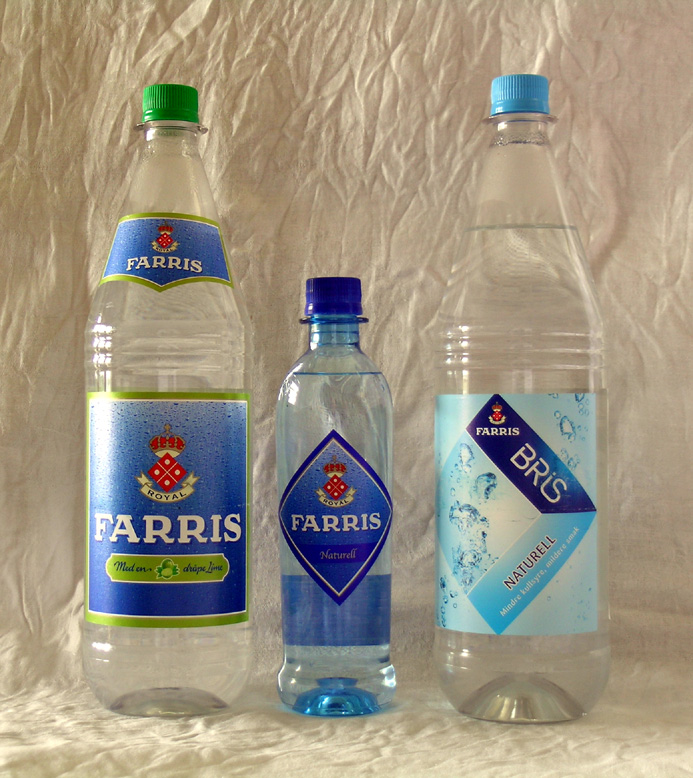
Mineraalwater uit Larvik, Noorwegen

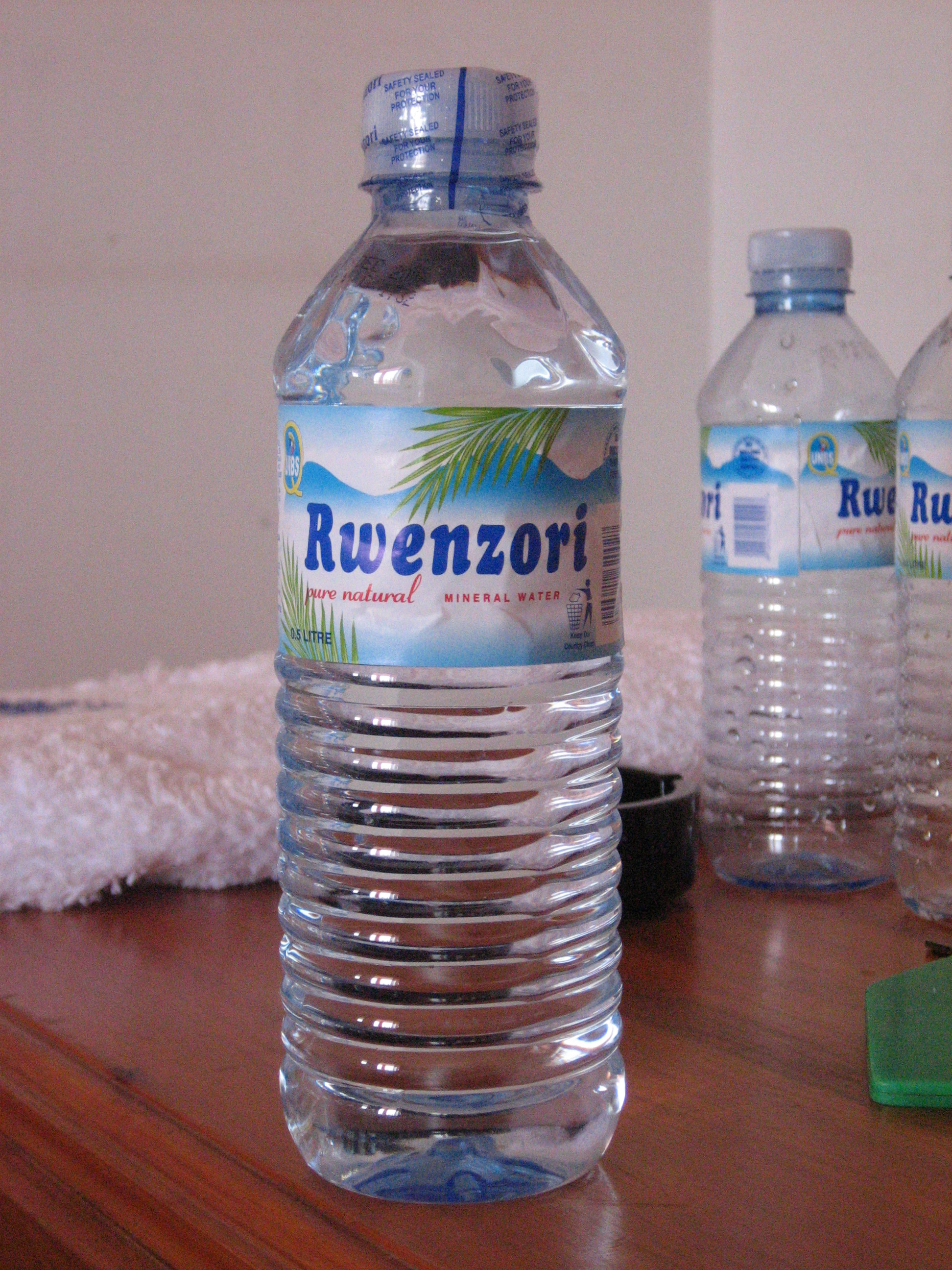
Mineraalwater uit Oeganda

Flessenwater of fleswater is een groepsnaam voor alle soorten gebottelde vormen van drinkwater. Dit water is doorgaans bronwater of mineraalwater en wordt soms betrokken uit dezelfde bronnen waaruit waterleidingbedrijven hun drinkwater oppompen.

## Soorten
Water in flessen zijn in drie categorieën in te delen:
- Mineraalwater: Het water is afkomstig uit de grond waar het op een natuurlijk wijze is beschermd tegen vervuiling en kenmerkt zich door de aanwezigheid van mineralen. De samenstelling varieert met de locatie waar het water wordt gewonnen. Er is geen consensus over de hoeveelheid mineralen dat het water moet bevatten wil het mineraal water heten. Het The International Bottled Water Association (IBWA) geeft als ondergrens 250 parts per million (ppm) en voor de European Federation of Bottled Water is 50 ppm al afdoende. Essentieel is dat het water in de fles dezelfde samenstelling heeft als de bron waar het water wordt gewonnen en het mineraalwater moet in de directe nabijheid van de bron in flessen worden gedaan.
- Overig natuurlijk water: Dit betreft ook grondwater, of van gletsjers, maar in dit water zitten geen mineralen. De bronlocatie geeft een zekere smaak aan het water. Het water moet vrij zijn van vervuiling en mag ook niet behandeld worden.
- Behandeld water: Dit kan water zijn uit elke bron zolang het is bewerkt, gezuiverd of anderszins is behandeld. Het water moet uiteindelijk veilig zijn voor consumptie en kan mede daarom chloor bevatten. Het water kan worden behandeld via omgekeerde osmose, destillatie, de-ionisatie of een bewerking met ozon.

Flessenwaters worden ook koolzuurhoudend verkocht en concurreren dan met andere koolzuurhoudende dranken. Bij ongeveer een tiende van het flessenwater is koolzuur toegevoegd.

## Toepassing
Flessenwater wordt vrijwel uitsluitend gebruikt om te drinken. Voor andere huishoudelijke toepassingen als koken en douchen wordt het goedkopere leidingwater gebruikt. In landen waar geen of geen kwalitatief goed leidingwater beschikbaar is, wordt flessenwater ook voor andere toepassingen gebruikt als tanden poetsen of het bereiden van voedsel. Het aantal toepassingen van flessenwater neemt over het algemeen toe naarmate de kwaliteit van het leidingwater lager is.
In landen waar kwalitatief hoogwaardig drinkwater via leidingnetwerken beschikbaar is, vervullen flessenwaters een aanvullende rol voor consumenten die andere eisen stellen aan smaak of samenstelling. Daarnaast wordt flessenwater in deze landen gebruikt als lifestyleproduct. Voorbeelden hiervan zijn het drinken van flessenwater in restaurants, op terrassen of onderweg. Drinkwater uit de kraan wordt in deze situaties door een deel van de consumenten gezien als een te gewoon product of men kiest bewust voor een wat anders smakend mineraalwater.

## Markt
In 2021 werd er wereldwijd zo'n 360 miljard liter flessenwater verkocht en dit vertegenwoordigde een totale waarde van ongeveer US$ 250 miljard. De gemiddeld verkoopprijs van een liter flessenwater is zo'n 70 dollarcent. De vraag naar flessenwater is met zo'n 70% gestegen tussen 2011 en 2021. In 2021 was het volume aandeel van mineraalwater zo'n 33% en ongeveer een vijfde van de totale waarde. Ongeveer een vijfde van het water is overig natuurlijk water, maar dit is ongeveer de helft van de totale omzetwaarde. Behandeld water is veruit het goedkoopst, dit was ongeveer de helft van het volume, maar iets minder dan 30% van de omzet wereldwijd.
Azië is veruit de grootste markt, hier werd in 2021 de helft van de wereldwijde omzet behaald, gevolgd voor Noord-Amerika met zo'n 30% en Europa met 10%.
De vijf grootste aanbieders van flessenwater zijn internationaal bekende ondernemingen als PepsiCo, Coca-Cola, Nestlé, Danone en Primo Corporation. Deze vijf hebben tezamen een kwart van de wereldwijde markt van flessenwater in handen.
Het gemiddelde verbruik van flessenwaters per hoofd van de bevolking verschilt sterk per land. In 2021 was Singapore het land met de hoogste consumptie van flessenwater, zo'n 1130 liter. In Australië lag dit rond de 500 liter, voor België was dit 440 liter en in Nederland lag de consumptie rond de circa 80 liter op jaarbasis. In Roemenië, Peru en Colombia lag het rond de 50 liter.
De consumptie van flessenwaters is in het Verenigd Koninkrijk, Nederland en de Scandinavische landen opvallend veel lager dan in de Zuid-Europese landen. Een van de oorzaken zou kunnen zijn dat in deze Noord-Europese landen al lange tijd kwalitatief goed drinkwater geleverd wordt, waardoor het thuisgebruik van flessenwaters veel lager is dan in landen waar men minder vertrouwen heeft, al dan niet terecht, in de kwaliteit van het leidingwater.

## Verschil met leidingwater
Flessenwater is niet gezonder dan leidingwater.
Leidingwater moet zelfs aan veel strengere veiligheidseisen voldoen dan gebotteld mineraalwater. Flessenwater bevatten verder microplastics. Volgens de Wereldgezondheidsorganisatie krijg je elk jaar tienduizenden deeltjes binnen als je elke dag 1 liter flessenwater drinkt. Of dit schadelijk is (nog) niet bekend.
Verschillende blinde smaakproeven tonen aan dat slechts een minderheid leidingwater kan onderscheiden van flessenwater. In sommige studies kreeg leidingwater qua smaak zelfs de voorkeur.
Leidingwater is 30 tot 1.300 maal beter voor het milieu dan flessenwater. Dat komt vooral doordat voor kraanwater geen verpakking nodig is. Verder is flessenwater 150 tot 500 keer zo duur als leidingwater.

## Verpakkingsmateriaal
Flessenwaters werden vroeger uitsluitend verpakt in glazen flessen, maar dit is bijna volledig verdrongen door petflessen. Petflessen zijn in de jaren '90 geïntroduceerd door Nestlé. In 2022 was meer dan 97% van al het flessenwater verpakt in plastic en bijna 80% is gemaakt van polyethyleentereftalaat (PET). Dit leidt tot veel vervuiling want naar schatting wordt 85% van alle petflessen weggegooid en niet gerecycled, dit is ruim 25 miljoen ton per jaar. De flessen worden via de rivieren naar de zee afgevoerd, waar ze afbreken en microplastics in het milieu terechtkomen.

## Trivia
- Flessenwater van de merken Bar-le-Duc en Sourcy komt uit de grond in Utrecht en is gelijk aan het leidingwater in de provincie.[10] In Nederland zijn de eisen aan drinkwater hoger dan bij drinkwater uit flessen.[10]
- In oktober 2024 ontstond er in Apeldoorn een een run op flessenwater nadat Vitens aankondigde de E.colibacterie in het water te hebben aangetroffen.[11]